# Ideopsis inuncta
Ideopsis inuncta är en fjärilsart som beskrevs av Butler 1865. Ideopsis inuncta ingår i släktet Ideopsis och familjen praktfjärilar. Inga underarter finns listade i Catalogue of Life.